# Un souvenir de Solférino

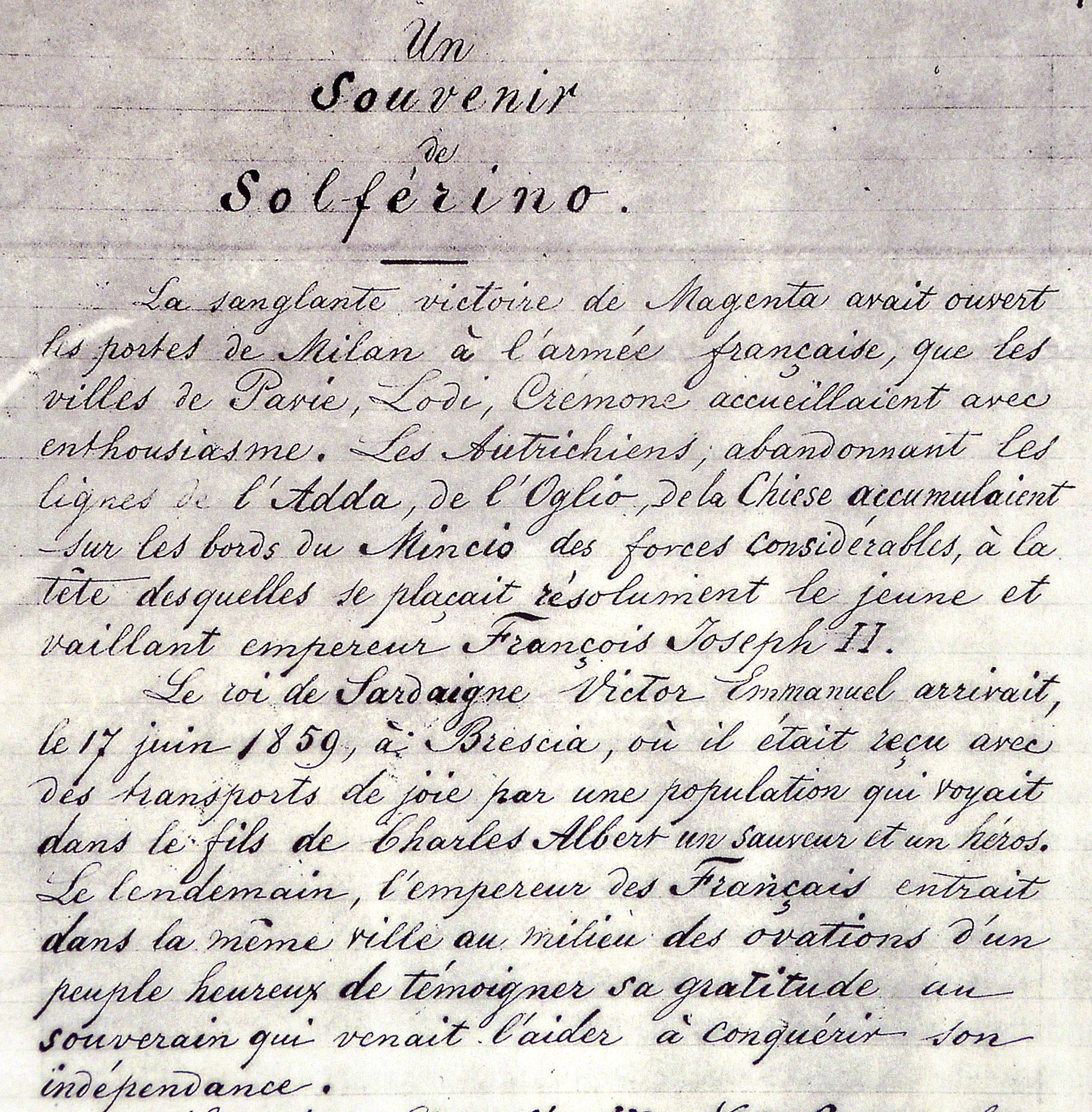
Première page de Un souvenir de Solférino

Un souvenir de Solférino est un livre de l'humaniste suisse Henry Dunant publié en 1862, et qui a été décisif dans la fondation du Comité international de la Croix-Rouge,.

## Solférino
Le 24 juin 1859, au cours d'un voyage d'affaires, Henry Dunant se rend en Italie. Il devient alors le témoin des résultats de la bataille de Solférino entre les troupes piémontaises et françaises d'un côté et autrichiennes de l'autre. Il se trouve profondément choqué par ce qu'il voit en traversant le champ de bataille : des blessés gisant au milieu des cadavres, sans que personne puisse vraiment leur porter secours. Car à l'issue du combat, il y en a des milliers abandonnés sur place. Il évoque Castiglione, une ville proche dont l'école et l'église ont été transformées en hôpitaux pour en accueillir, mais également le manque de matériel, de nourriture, et de personnel soignant. Faute de place, de nombreux blessés sont installés chez les habitants. Ils sont également placés un peu partout dans les rues de la ville, selon les possibilités. Henry Dunant les aide du mieux qu'il peut, coordonne spontanément des efforts et met en place d'autres « hôpitaux », fait venir du matériel à ses frais et obtient un peu de renforts. Malgré cette assistance, ses efforts acharnés et soutenus, des centaines de blessés meurent. Dunant reste hanté par leur agonie et les horreurs dont il est le témoin inattendu. 

## Publication
Dunant rapporte finalement son expérience dans un ouvrage qu'il intitule Un souvenir de Solférino et publie en 1862. C'est un livre poignant où, après une très longue description de ce qu'il a vécu de la bataille, il demande : 
- la création de sociétés de secours dans chaque pays qui, lors des conflits armés, pourraient venir en aide aux victimes des combats :

« N'y aurait-il pas moyen, pendant une époque de paix et de tranquillité, de constituer des sociétés de secours dont le but serait de faire donner des soins aux blessés, en temps de guerre, par des volontaires zélés, dévoués et bien qualifiés pour une pareille œuvre ? »
- un texte de droit visant à protéger les blessés de tous les camps et la protection de ceux chargés de les soigner :

« Dans des occasions extraordinaires, comme celles qui réunissent, par exemple à Cologne ou à Châlons, des princes de l'art militaire, appartenant à des nationalités différentes, ne serait-il pas à souhaiter qu'ils profitent de cette espèce de congrès pour formuler quelque principe international, conventionnel et sacré, lequel une fois agréé et ratifié, servirait de base à des Sociétés de secours pour les blessés dans les divers pays de l'Europe ? »
Henry Dunant autopublie le livre en 1862 sur fonds propres et en envoie un aux principales personnalités politiques et militaires européennes. En quelques années, le livre est traduit en onze langues.

### Conséquences
À la suite de la publication d'Un souvenir de Solférino, le Comité international de secours aux militaires blessés est fondé en 1863. En 1876, celui-ci devient le Comité international de la Croix-Rouge. En 1864, la première convention de Genève se réfère également largement aux propositions de Dunant formulées dans l'ouvrage.

## Sources
- (de) Cet article est partiellement ou en totalité issu de l’article de Wikipédia en allemand intitulé « Eine Erinnerung an Solferino » (voir la liste des auteurs).

1. 1 2 3  Henry Dunant, Un souvenir de Solférino, livre édité par le Comité international de la Croix-Rouge, texte original de 1862  (ISBN 2-88145-020-2).
2. 1 2  François Bugnion, « De Solférino à la première Convention de Genève », Comité international de la Croix-Rouge, 22 avril 2009 (page consultée le 30 avril 2016).